# Desmacidon minor
Desmacidon minor är en svampdjursart som beskrevs av Arthur Dendy 1916. Desmacidon minor ingår i släktet Desmacidon och familjen Desmacididae.
Artens utbredningsområde är havet utanför Indien. Inga underarter finns listade i Catalogue of Life.